# Pseudina albina
Pseudina albina là một loài bướm đêm trong họ Noctuidae.